# Procédés de Type-R
 (juillet 2025).
Si vous disposez d'ouvrages ou d'articles de référence ou si vous connaissez des sites web de qualité traitant du thème abordé ici, merci de compléter l'article en donnant les références utiles à sa vérifiabilité et en les liant à la section « Notes et références ».
En photographie, les procédés de « Type-R » utilisent les mêmes techniques chromogéniques que les procédés de « Type-C » pour le tirage depuis négatif couleur.

## Explication du procédé
Comme le papier noir et blanc, le papier couleur ne demande aujourd'hui que deux bains de traitement : le révélateur chromogène et le blanchiment fixage (ou « blix ») et un lavage à l'eau. Néanmoins, pour des raisons de facilité d'installation, les développeuses minilab assurent le traitement papier sans eau, le lavage étant alors remplacé par un bain stabilisant. Une fois encore, Kodak a en quelque sorte imposé la normalisation des traitements pour tous les papiers couleur.